# John Gobbi
John Gobbi (* 25. September 1981 in Faido) ist ein ehemaliger schweizerisch-italienischer Eishockeyspieler, der in der Schweizer National League A bei HC Ambrì-Piotta, Genève-Servette HC, den ZSC Lions sowie Lausanne HC unter Vertrag stand.

## Karriere

### Vereine
Gobbi stammt aus der Juniorenabteilung des HC Ambrì-Piotta, wo seine Eltern das Stadionrestaurant führen. Nachdem er sämtliche Juniorenmannschaften der Tessiner durchlaufen hatte, kam Gobbi in der Saison 1999/2000 zu seinem ersten Einsatz im Fanionteam. Insgesamt absolvierte er in jener Saison 14 Partien in der ersten Mannschaft, blieb allerdings noch ohne Scorerpunkt.
Während der Saison 2001/02 wurde er, der als einer der härtesten Verteidiger im schweizerischen Eishockey galt, zwischenzeitlich für insgesamt 22 Partien an den HC Sierre in die Nationalliga B ausgeliehen, kehrte allerdings wieder zu seinem Stammverein zurück. Da der Trainer des Ligakonkurrenten Genève-Servette HC Chris McSorley Gobbi schon länger beobachtet hatte, wechselte dieser zur Saison 2004/05 in die Westschweiz, wo er sich zum Nationalspieler entwickelte. Im Sommer 2011 wechselte er zu den ZSC Lions, mit denen er in der Saison 2011/12 die Schweizer Meisterschaft gewann. Im November 2012 kehrte er bis zum Saisonende 2012/13 zu seinem Stammverein HC Ambrì-Piotta zurück. Zur Saison 2013/14 wurde er vom NLA-Aufsteiger Lausanne HC unter Vertrag genommen. Nach dem Ende des Spieljahres 2017/18 beendete er seine Spielerlaufbahn.

### Nationalmannschaft
Seit dem Jahre 2007 wurde Gobbi immer wieder in das erweiterte Kader der Nationalmannschaft für die jeweiligen Weltmeisterschaften aufgenommen, verpasste jedoch den letzten Cut jedes Mal und musste als überzählig wieder nach Hause reisen. Bei der Weltmeisterschaft 2011 in der Slowakei verletzte sich jedoch sein Genfer Teamkollege Goran Bezina im Spiel gegen Kanada an der Schulter und konnte im weiteren Turnierverlauf nicht mehr eingesetzt werden, was den Schweizer Nationaltrainer Sean Simpson dazu bewog, Gobbi nachzunominieren. Er kam im Turnierverlauf noch zu drei Einsätzen.

## Erfolge und Auszeichnungen
- 2012 Schweizer Meister mit den ZSC Lions

## Funktionär
Nach dem Ende seiner Laufbahn als Eishockeyspieler war Gobbi Verwaltungs- und Finanzdirektor beim Lausanne HC, im Juni 2021 trat er eine Stelle als Finanzdirektor in der Verwaltung des Kantons Waadt an. Kurz darauf wurde sein Wechsel als Generaldirektor zum HC Fribourg-Gottéron mit Dienstbeginn am 1. Oktober 2021 bekannt. Er löste dort Raphaël Berger ab, der das Amt knapp zehn Jahre innehatte.

## Karrierestatistik
(Legende zur Spielerstatistik: Sp oder GP = absolvierte Spiele; T oder G = erzielte Tore; V oder A = erzielte Assists; Pkt oder Pts = erzielte Scorerpunkte; SM oder PIM = erhaltene Strafminuten; +/− = Plus/Minus-Bilanz; PP = erzielte Überzahltore; SH = erzielte Unterzahltore; GW = erzielte Siegtore; 1 Play-downs/Relegation; Kursiv: Statistik nicht vollständig)